# Hongo radiotrófico

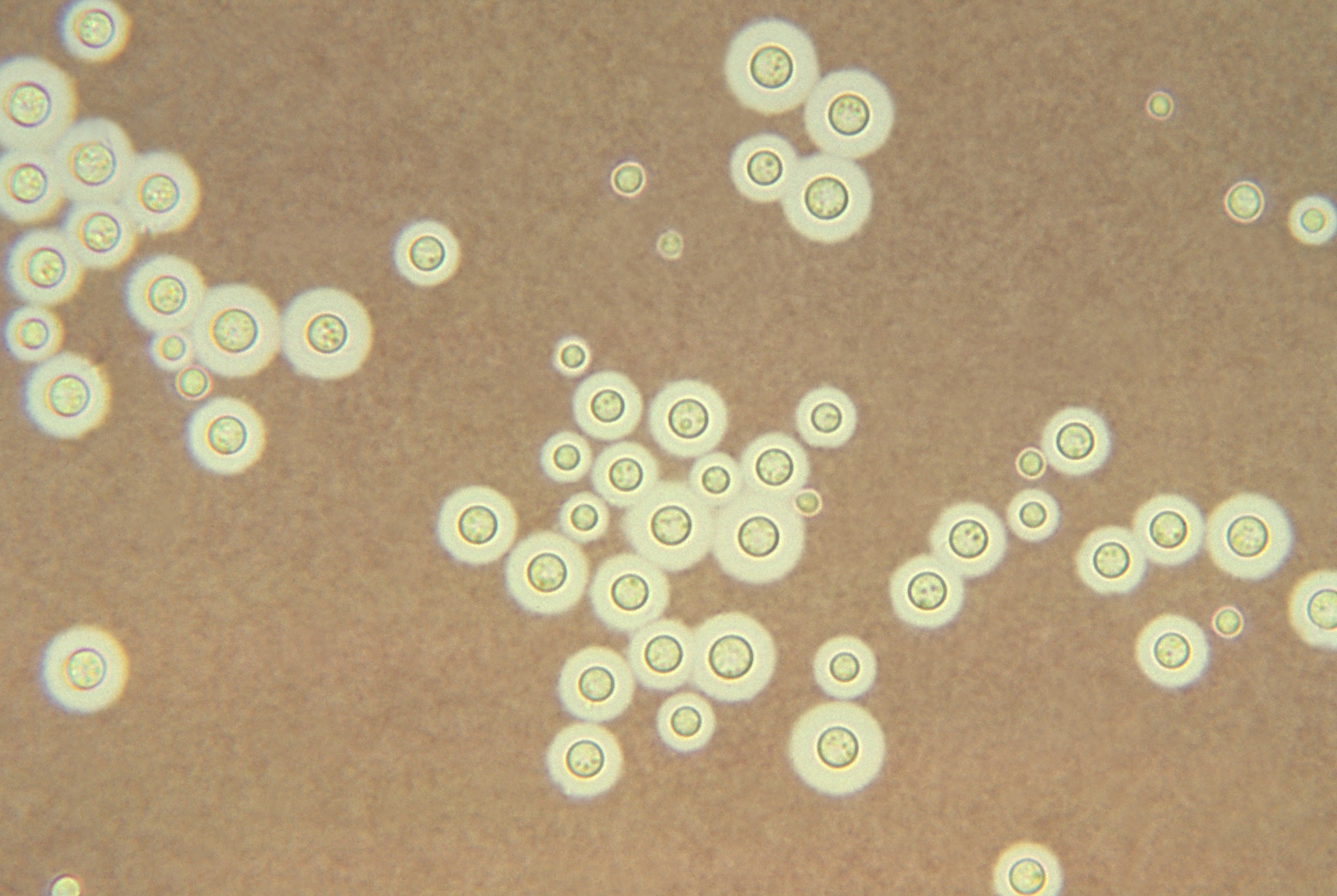
Cryptococcus neoformans en una tinción negativa con tinta india

Los hongos radiotróficos son hongos que aparentemente hacen uso del pigmento melanina para convertir la radiación gamma
 en energía química que utilizan para su crecimiento. Este mecanismo propuesto podría ser similar al de fijación del carbono en los organismos fotótrofos, los cuales capturan fotones de la luz visible por medio de pigmentos como la clorofila, para luego utilizar su energía en la generación de ATP y poder reductor desembocando finalmente en la fotólisis del agua. Sin embargo, aún se desconoce si los hongos que contienen melanina emplean una ruta metabólica de múltiples pasos similar a la de la fotosíntesis, o algún tipo de ruta de quimiosíntesis.

## Observaciones

### Descubrimiento
Este tipo de hongos fueron descubiertos por primera vez en 1991, donde aparecieron como un moho negro creciendo dentro y en las cercanías del reactor número 4 de la central nuclear de Chernóbil. Estudios realizados en  el Albert Einstein College of Medicine mostraron que tres hongos con melanina, Cladosporium sphaerospermum, Wangiella dermatitidis, y Cryptococcus neoformans, aumentaron su biomasa y acumularon acetato más rápidamente en un ambiente en el que los niveles de radiación eran 500 veces mayores a los de un ambiente normal. La exposición de células de C. neoformans a estos niveles de radiación, alteró rápidamente (dentro de los 20–40 minutos de la exposición) las propiedades químicas de su melanina y aumentó entre tres y cuatro veces las tasas de transferencia de electrones mediadas por la melanina (medida como la reducción de ferricianuro por el NADH) al ser comparadas con células no expuestas. Los autores observaron efectos similares en la capacidad de transporte de electrones de estos hongos luego de exponerlos a radiación no ionizante, sugiriendo que los hongos melanóticos también podrían ser capaces de usar luz o radiación calórica para su crecimiento.

### Comparación con los hongos no melanizados
La melanización, por otro lado, tiene un coste metabólico elevado para las células fungicas; en ausencia de radiación, algunos hongos sin melanina (que habían sufrido mutaciones en la vía de biosíntesis de melanina) crecieron a mucha más velocidad que sus equivalentes melanizados. Se ha sugerido que la presencia de moléculas de melanina en la pared celular de los hongos podría limitar la incorporación de nutrientes, o que se podrían formar compuestos intermediarios tóxicos para la célula durante la síntesis de melanina, lo que contribuiría a la observación de este fenómeno. Esto es consistente con la observación de que a pesar de que muchos hongos son capaces de producir melanina, no lo hacen constitutivamente (es decir durante todo el tiempo), sino que lo hacen en respuesta a un estímulo externo durante diferentes etapas de su desarrollo.
El proceso bioquímico exacto por el cual se produciría la síntesis de compuestos orgánicos mediada por la melanina, como se ha sugerido para el crecimiento de estos hongos, incluyendo los intermediarios químicos (tales como moléculas dadoras electrónicas y aceptoras electrónicas nativas) y productos químicos, aún es desconocido.